# 林瓊
林瓊（？年—？年），字公献，山东東昌府临清州人，民籍。明朝進士。

## 生平
正德十一年（1516年）丙子科山東鄉試舉人，嘉靖五年（1526年）丙戌科第二甲第六十三名進士，授刑部主事，历升郎中，嘉靖十二年（1533年）九月天文生董至告发建昌侯张延龄謀逆，刑部自尚書聂贤等人以其为国戚，上疏轻判，嘉靖帝大怒，以张延龄罪在十恶，宜从重典，下刑部狱论死罪，聂賢被夺俸一年，刑部司官下锦衣卫拷讯，林琼遂被罢官。著有《霜柏稿》。